# Ǧ

Letra

Ǧ/ǧ (G com caron, no Unicode: U+01E6 e U+01E7) é uma letra usada em muitas línguas que usam o alfabeto latino.
Nas línguas Romani e Skolt Sami, representa o g palatalizado [ɟ͡ʝ]. Também foi usada em Checo (e Eslovaco) até metade do século XIX, para representar /ɡ/, enquanto que "g" representava /j/.
Noutras línguas latinas, o /ǧ/ é pronunciado como /dj/. Em muitas transliterações do árabe representa a letra ﺝ ("ǧīm").